# Ivan Krylov
Pour les articles homonymes, voir Krylov.
Ivan Andreïevitch Krylov (en russe : Иван Андреевич Крылов), né le 2 février 1769 (13 février dans le calendrier grégorien) à Moscou et mort le 9 novembre 1844 (21 novembre dans le calendrier grégorien) à Saint-Pétersbourg, est un écrivain et fabuliste russe.
Après avoir débuté par des drames et des comédies satiriques, il publie, en 1809, un premier recueil de fables. Celui-ci sera suivi de plusieurs autres recueils, qui vaudront à leur auteur une immense popularité. Les fables de Krylov empruntent souvent leur sujet à celles d'Ésope et de Jean de La Fontaine.

## Biographie

### Premières années
Le père d'Ivan Krylov, Andreï Prokhorovitch Krylov (1736-1778), était soldat, puis officier du rang d'un régiment de dragons qui se distingua en 1772 à Yaïtsk, contre les révoltés de Pougatchev. Il devint ensuite substitut à la magistrature de Perm, où il mourut, laissant une veuve avec deux jeunes enfants. Le jeune Krylov fut très tôt attiré par la bibliothèque paternelle et apprit le français. Il fut d'abord éduqué à la maison et enregistré comme petit fonctionnaire au tribunal, mais ce poste était largement nominal, puisqu'il était mineur. Sa mère tenta avec lui de recouvrer une pension d'orphelin en 1782 à Saint-Pétersbourg, mais finalement il se fit accepter comme fonctionnaire de la cour des comptes, poste dont il démissionna en 1788, à la mort de sa mère.
Il avait déjà commencé à écrire et, lors de son arrivée à Saint-Pétersbourg, avait réussi à obtenir des livres de Racine, Boileau, Molière (pour un montant de soixante roubles) en échange d'une comédie en vers La Vendeuse de café écrite d'après un thème de Nikolaï Novikov, auprès d'un libraire-imprimeur d'origine allemande du nom de Breitkopf. Cette comédie, plutôt maladroite, ne fut publiée qu'en 1868.
Ensuite, en 1785, Krylov composa une tragédie, Cléopâtre, aujourd'hui disparue, qui lui attira l'attention du grand tragédien de l'époque, Ivan Dmitrevski (en). L'année suivante, il composa une autre tragédie, Philomène, dans le goût classique à la mode, mais sans originalité. Par la suite, il se lança dans l'écriture de livrets d'opéras-bouffe, inspirés d'auteurs français, à l'époque de la mort de sa mère qui lui laissait un petit frère, Léon, dont il se considéra toute sa vie, comme un véritable père. Il écrivit alors une œuvre inspirée de Yakov Kniajnine (en), dramaturge classique prisé des cercles littéraires, qui le brouilla définitivement avec le milieu théâtral.

### Éditorialiste

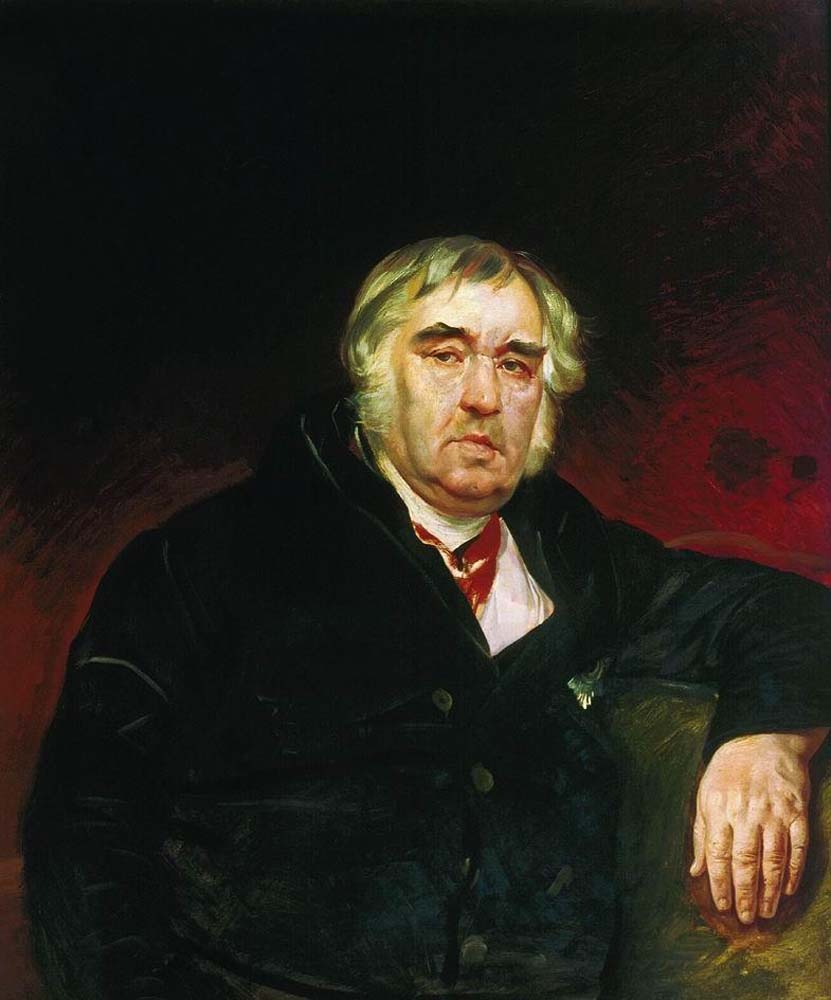
Portrait de Krylov par Karl Brioullov.

Krylov trouve alors sa voie à l'âge de vingt ans, lorsqu'il écrit dans une revue mensuelle fondée par lui et à laquelle participe Alexandre Radichtchev, Le Courrier de l'esprit, des satires et des critiques littéraires. La revue ne parut que huit mois, de janvier à août 1789, n'ayant eu que quatre-vingts abonnés. En 1790, il écrit et imprime une ode à la paix avec la Suisse. Devenu propriétaire de l'imprimerie, il édite alors à partir de 1792 une nouvelle gazette, Le Spectateur, où il fait paraître ses écrits satiriques et ses contes philosophiques. Il parvint à attirer 170 abonnements, ainsi que l'attention de Karamzine avec qui il polémiqua. Une année plus tard, Le Spectateur fusionna avec une autre gazette imprimée par Krylov et son associé Klouchine, Le Mercure de Saint-Pétersbourg. Il lui donna alors un accent plus littéraire et plus artistique, tentant de s'introduire dans les cercles cultivés de la capitale, avec de nouvelles pièces écrites par lui. Cependant Le Mercure n'eut pas de succès et cessa de paraître au bout d'un an.
Krylov partit alors pour Moscou et fit la connaissance en 1797 du prince Serge Golitsyne (ru) qui l'engagea comme secrétaire particulier et précepteur de ses enfants. Krylov était autodidacte, il parlait en plus du français, l'italien et savait jouer du violon. Il écrivit pour le prince une pièce tragi-comique Le Triomphe, parodie d'une tragédie classique qui ne manquait pas de sel. Golitsyne fut nommé gouverneur-général de Livonie en 1801 et Krylov se dévoua entièrement à lui. Il écrivit d'autres pièces comiques et en 1803 donna sa démission. On ne sait pas ce qui se passa pendant les deux années suivantes. Sans doute s'adonna-t-il, d'après certains témoignages, à la vie facile et au jeu.

### Fabuliste
Les premières fables de Krylov, inspirées d'Ésope et de La Fontaine, parurent au nombre de 23 en 1809. Il connut enfin une certaine reconnaissance. En 1811, il devient académicien et reçoit une médaille d'or pour ses fables. En 1838, on organise pour lui une grande réception jubilaire et l'empereur Nicolas Ier lui octroie une pension à vie. Il est en pleine gloire.
À sa mort en 1844, sa popularité est grande dans tout l'Empire : ses dernières 197 fables venaient de paraître. Les familles prisaient son mélange d'humour et de sagesse. Sa langue est idiomatique, simple, directe et de qualité.
Sa fable Le cochon sous le chêne (Свинья под дубом) marqua la romancière et philosophe d'origine russe Ayn Rand qui y fait allusion dans son essai Philosophical Detection en 1974.
C'est encore aujourd'hui un auteur incontournable pour la jeunesse russophone.

### Bibliothécaire
Ivan Krylov a servi comme bibliothécaire à la Bibliothèque publique russe (maintenant la Bibliothèque nationale russe) pendant près de trente ans. Son activité professionnelle a exercé une grande influence sur le développement de la bibliothéconomie en Russie. 
Ivan Andreïevitch a commencé à la bibliothèque en tant qu'aide-bibliothécaire en 1813, lorsqu’un dossier officiel est apparu à la chancellerie d'État "sur proposition du directeur de la Bibliothèque publique, A. N. Olénine, concernant la nomination de « … le conseiller titulaire Krylov en tant que bibliothécaire-adjoint ». Il reste quelques notes de service de Krylov « à son Excellence Monsieur le Directeur de la Bibliothèque Impériale, membre du Conseil d'État, Conseiller intime actuel et Chevalier A. N. Olénine, de la part du bibliothécaire Conseiller de collège Krylov. »
En 1816, Krylov a assumé le poste de chef du département russe de la Bibliothèque publique, où il a travaillé jusqu'à sa retraite en 1841. 
En 1814, pour la première fois en Russie, Krylov a introduit la description des livres sous un auteur collectif. La description sous le nom de l'institution a grandement facilité le travail des lecteurs et des bibliothécaires. 
En 1815, c’est Krylov qui a établi des règles spéciales pour l'utilisation des livres dans la salle de lecture publique, dont certaines dispositions ont survécu jusqu'à ce jour. Ces règles ont été publiées en 1921 sous le nom de « Note de Krylov ». Le bibliothécaire a insisté sur la nécessité d'une meilleure organisation des catalogues, soutenait leur transparence et accessibilité pour le public. Ainsi, Krylov avait élaboré un système de chiffrement qui 20 ans plus tard a été introduit à la Bibliothèque nationale russe. Krylov a personnellement compilé des catalogues (avec Sopikov). 
Puis, Krylov a également introduit un catalogue topographique simplifié dans son département. Selon lui, toutes les fiches de catalogue avaient leur propre numéro, qui était inscrit dans un "livre de numérotation" spécial. Selon ce numéro, dans une autre colonne, le bibliothécaire a trouvé une indication du numéro de la pièce, de l'armoire, de l'étagère et du numéro du livre sur l'étagère (avant on croyait que le chiffre devait être un secret pour le lecteur). Krylov a personnellement peint les copies requises sur les cartes. Ensuite, ces informations ont été transférées par des scribes dans des livres de catalogue. Krylov a également mené de nombreux travaux bibliographiques, compilé toutes sortes de listes de lecteurs, d'index et effectué des références bibliographiques. 
Enfin, c'est Krylov qui a changé les principes d'organisation des fonds et de service aux lecteurs. Pour ranger les publications de petit format, il invente des étuis en carton sous forme de livres épais, dans lesquels les livres étaient rangés selon l'ordre alphabétique. Les « signets » de Krylov dans les livres qui ont été envoyés du fonds à la salle de lecture existent toujours. Le Département des manuscrits de la Bibliothèque nationale russe stocke les "index alphabétiques écrits par Ivan Andreïevitch Krylov".

### Le rôle dans la création de fonds russe
La tâche principale de la Bibliothèque publique dans le premier quart du XIXe siècle était la création d'un fonds russe. Le 10 octobre 1811, Alexandre Ier (empereur de Russie) approuva le «Règlement sur la gestion de la Bibliothèque publique impériale» rédigé par A. N. Olénine, qui prévoyait l'envoi obligatoire à la Bibliothèque de deux exemplaires des publications imprimées de chaque imprimeur.
Toutefois, les éditeurs des livres ne se conformant pas toujours à cette disposition. Ivan Krylov est intervenu dans l'affaire. C'est grâce à lui que la Fondation du livre russe a été créée. Si en 1812 le fonds de la littérature nationale ne comprenait que 4 livres russes, en 1814 - 2,3 mille livres, et en 1836, grâce au succès des activités des Krylov - déjà 20 000 livres, et à la fin de son service - environ 30 000 exemplaires. 

### Hommages

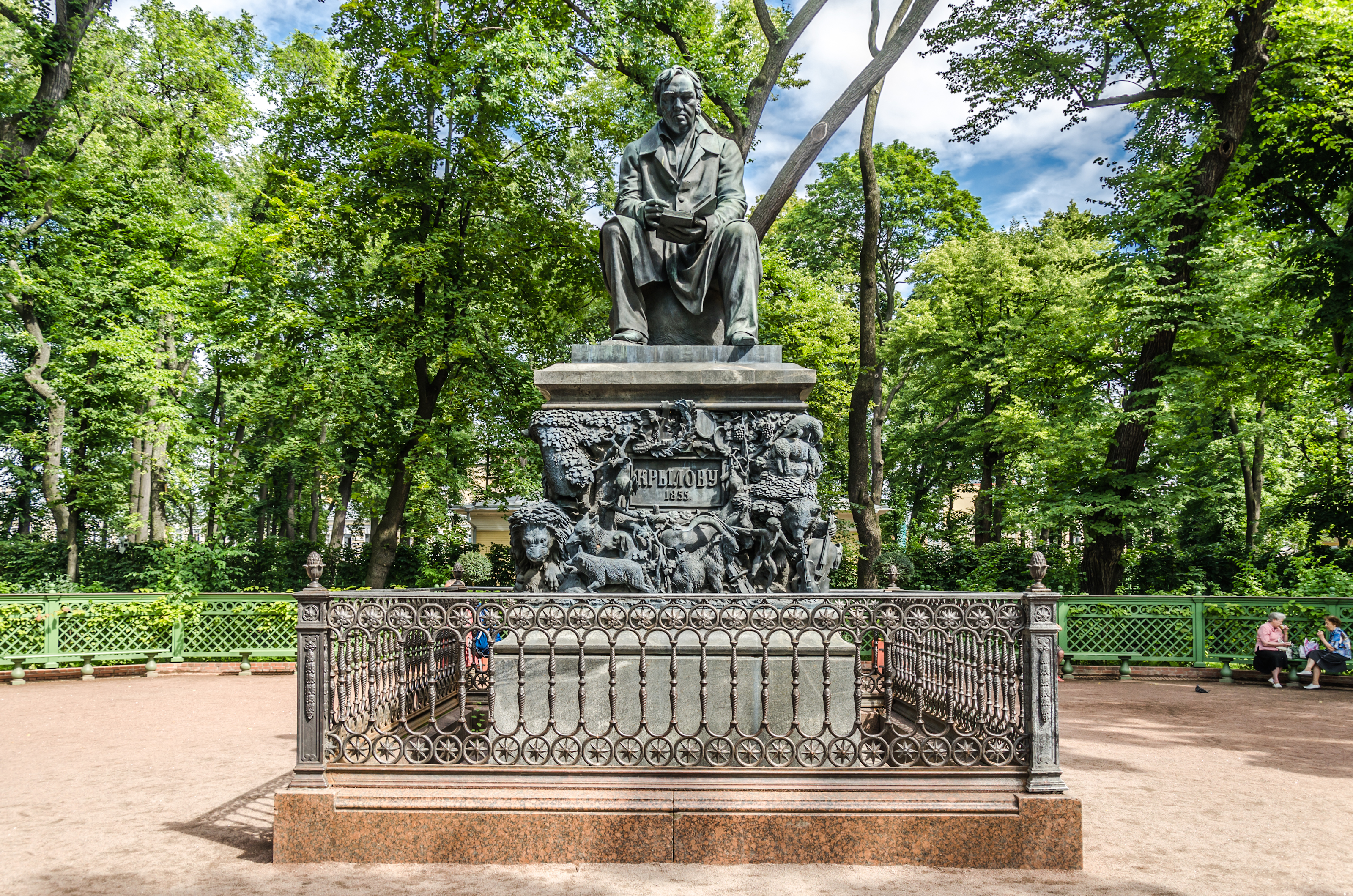
Monument en hommage à Ivan Krylov dans le Jardin d'été de Saint-Pétersbourg (1854-55) par Peter Clodt von Jürgensburg.

Place du Manège à Moscou, des statues illustrent ses contes et fables.

### Distinctions
Pour son travail à la Bibliothèque publique et pour la compilation des catalogues, Krylov a été décoré de l'ordre de Saint-Vladimir en 1820. En outre, il a reçu l'ordre de Sainte-Anne en 1829 et l'ordre de Saint-Stanislas en 1838.
De plus, il a reçu une pension à sa retraite de 8 700 roubles supplémentaires par an en plus de sa pension (l'équivalent de son salaire annuel de bibliothécaire).
Les activités littéraires et de bibliothécaire de Krylov ne se contredisaient pas, mais se complétaient. Ivan Andreïevitch lui-même a beaucoup apprécié son métier ayant dit : « Je ne changerais pas mon poste pour un autre. Dans la bibliothèque, vous devez être une personne qui travaille... par amour. »

## Sources
- Alfred Bougeault, Kryloff, ou, Le La Fontaine russe : sa vie et ses fables, Paris, Garnier frères, 1860, 107 p. ; in-8º.
- François de Labriolle, I. A. Krylov, les œuvres de jeunesse et les courants littéraires, POF/INALCO, 1971.
- (ru) Vladimir Kallach, recueil de lettres et fables, Saint-Pétersbourg, 1904-1905, 4 vol.